# دورنا (کمبرگ)
دورنا (به آلمانی: Dorna) یک منطقهٔ مسکونی در آلمان است که در کمبرگ واقع شده‌است. دورنا ۱۹۷ نفر جمعیت دارد.